# Gösta Bohman
Gösta Bohman, né le 15 janvier 1911 et mort le 12 août 1997, est un homme politique suédois. Il dirige les Modérés de 1970 à 1981.